# Hiyafushi
Haiyfushi (ou Haiyfushi) est une petite île inhabitée des Maldives. Son nom signifie « île 69 ». 

## Géographie
Hiyafushi est située dans le centre des Maldives, au Sud-Est de l'atoll Ari, dans la subdivision de Alif Dhaal.